# Jon-dipolbindning

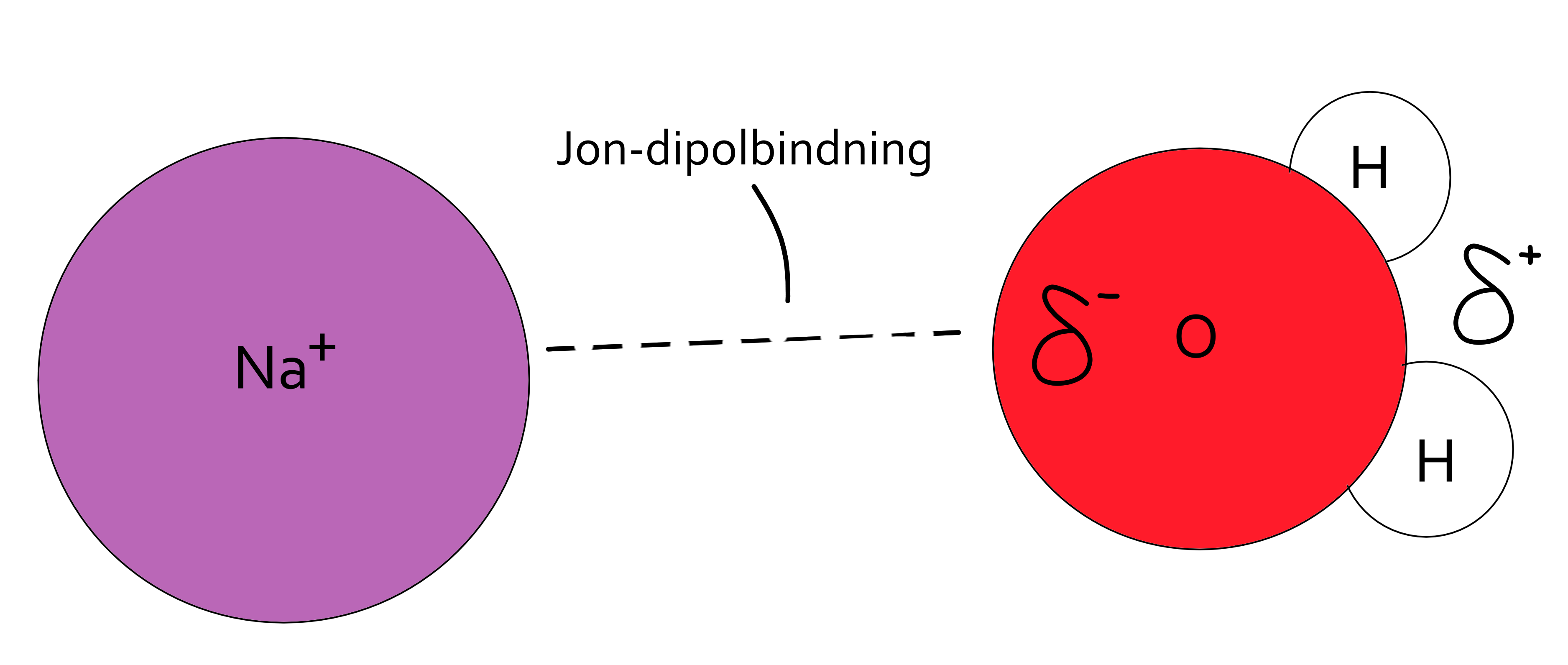
Exempel på jon-dipolbindning mellan en natriumjon och vattenmolekyl, som förekommer i bl.a. saltvatten.

Jon-dipolbindning är en intermolekylär bindning mellan joner och neutralt laddade polära molekyler. Det är en slags elektrostatisk bindning. Jon-dipolbindning är starkare än till exempel dipol-dipolbindning, eftersom laddningen hos joner är starkare än den hos polära molekyler. Den är därav även svagare än jonbindningar. Eftersom jonen erhåller den starkare laddningen är därmed jon-dipolbindningens styrka proportionell mot jonens laddning, men även avståndet mellan jonen och den polära molekylen.
Jon-dipolbindningar finns ofta i lösningar av jonföreningar, eller salt, i polära lösningsmedel. Saltvatten är ett exempel på en jon-dipolbindning, där saltet natriumklorid (NaCl) är löst i lösningsmedlet vatten (H2O), som består av polära molekyler. Vattenmolekylerna, som utgör lösningsmedlet, kommer att orientera sig så att syredelen av molekylen riktas mot natriumjonerna. Detta eftersom den positivt laddade natriumjonen kommer att attrahera den negativa polen hos syret i vattenmolekylerna, och den negativt laddade kloridjonen kommer att attrahera den positiva polen hos vätet, och således uppstår jon-dipolbindningar i lösningen. Exempel på jonföreningar: sulfatjon, nitratjon, karbonatjon, hydroxidjon och ammoniumjon.
Jon-dipolbindning kan dock även uppstå mellan joner och opolära molekyler. Joner kan på grund av sin starka laddning temporärt förvränga elektronmolnet kring opolära molekyler. Negativt laddade anjoner kan repellera elektronmolnet kring molekylen och positivt laddade katjoner kan attrahera det. På så sätt blir de vanligtvis opolära molekylerna tillfälligt polära och bildar så kallade inducerade dipoler. Det kan därför bildas en kortvarig och svag jon-dipolbindning även mellan joner och opolära molekyler, likt den van der Waals-bindning som bildas mellan två eller flera opolära molekyler. Detta kan till exempel uppstå hos jodmolekyler (I2) i närvaro av nitratjoner (NO3-), som med sin negativa laddning repellerar elektroner och därför polariserar jodmolekylerna.

## Biokemisk funktion
Hos proteiner kan jon-dipolbindningar bildas mellan joner och polära grupper på proteinernas peptidkedjor. På peptidkedjan är amino- och karbonylgrupperna polära, och kan därför binda till negativt respektive positivt laddade joner. Även proteinets hydroxylgrupper agerar som en polär molekyl (jämför med vattenmolekylen), och kan binda till både negativa och positiva joner. Detta spelar en viktig roll hos proteiner, då det uppfyller många funktioner och förekommer bland annat i jonkanaler, där de bidrar till jonkanalernas selektiva filter, och på enzymers aktiva centrum för att binda substrat. Jon-dipolbindning kan även användas för att reglera enzymers katalytiska förmåga genom alloster reglering. Att sidokedjor kan ge upphov till elektrostatiska interaktioner, bland annat jon-dipolbindningar men även dipol-dipolbindningar, påverkar även proteiners helixstrukturer och dess vridning. Cykliska peptider har även möjlighet att binda alkaliska joner i sina hålrum och bilda stabila jonkomplex med hjälp av jon-dipolbindningar, där de alkaliska jonerna binder till de polära karbonylgrupperna som vrider sig in mot hålrummet.
Ett exempel på jon-inducerade dipoler i biologiska sammanhang finns hos hemoglobin, som är ett syrebärande protein. Hos människan är hemoglobin uppbyggt av fyra peptidkedjor, globin, där varje kedja har en molekyl där järn binds in, hem. Detta järn är järn(II)-joner (Fe2+), som kan binda med jon-dipolbindningar till det syre som hemoglobin har i uppgift att transportera. Alltså kan varje hemoglobin bära på fyra stycken syre, eftersom syret med hjälp av jon-dipolbindningar kan binda hemoglobinets fyra stycken järn(II)-joner.